# Ред и закон: Одељење за специјалне жртве (19. сезона)
Деветнаеста сезона серије Ред и закон: Одељење за специјалне жртве је премијерно емитована на каналу НБЦ од 27. септембра 2017. године до 23. маја 2018. године и броји 24 епизоде. Мајкл С. Чернучин који је претходно радио на серијама Ред и закон, Ред и закон: Злочиначке намере и Чикашка правда преузео је од Рика Ида место директора серије. Ово је такође прва сезона после дванаесте сезоне 2010–11 уз коју је још једна Ред и закон серија — Ред и закон: Истинити злочин — емитована заједно са ОСЖ-ом на НБЦ-у.

## Продукција
Ред и закон: Одељење за специјалне жртве је обновљен за 19. сезону 12. маја 2017. Чернучин је преузео место директора серије пошто је Ид напустио ОСЖ да би био директор серије пете сезоне серије Чикашки СУП. Снимање сезоне почело је 20. јула 2017. Дана 9. јануара 2018. НБЦ је наручио додатне две епизоде за 19. сезону што је потврдио у твиту Роберт Брукс Коен, заокружујући број епизода на 24.

### Приче
Чернучин је за Холивудски извештач рекао да ће ова сезона ОСЖ-а укључивати више заплета извучених са наслова који се усредсређују на актуелне догађаје као што су нереди у Шарлотсвилу. "Сукоб. То је једноставно стање у свету данас са свима", рекао је он. „Сви су сада политички и све је сада политичко и ми желимо да се бавимо тиме.
Кејт Стенхоп из ХИ-ја је такође питала Чернучина за повучену епизоду („Незаустављиво“) из претходне сезоне, питајући га да ли оклева око понирања у политику. Чернучин је одговорио: „Нећу да бирам страну. Нећу изабрати страну. Изнећу оба политичка гледишта и пустићу публику да одлучи која је права. Мој циљ, и рекао сам сценаристима на ово је првог дана наше собе писаца, на крају сваке епизоде, желим да половина публике баци ципеле на телевизију, а друга половина да устане и навија."
Чернучин је за ХИ рекао да ће још једна епизода бити заснована на случају Чарлија Гарда, бебе у Енглеској која је рођена са ретким генетским поремећајем који узрокује напредно оштећење мозга и отказивање мишића. „То је прича о животу и смрти“, објаснио је Чернучин. Остале епизоде су алудиране као „[ОСЖ-ов] одговор на 13 разлога зашто — и епизода о ваздухоплову која покрива „сва превирања у ваздухопловима ових дана.“ Чернучин је закључио: „Чупамо ствари из наслова. Неки од њих су велики, познати наслови, а неки мањи наслови.“
Чернучин је 8. септембра 2017. дао преглед почетка сезоне и поглед на сезону у целини за ТВ везу, напомињући да ће ПОТ Барба (Раул Еспарза) почети да има других проблема осим судских битака када се појави Питер Стоун (Филип Винчестер), гурајући Барбу на „огромну моралну одлуку“. Чернучин је такође задиркивао да ће живот поручнице Бенсон бити све гори пре него што постане бољи. „Оно што сам рекао Мариски [Харгитеј] када сам се укрцао је: 'Ти си сломљена жена због своје прошлости, а ја ћу те вући кроз шуму и изаћи ћеш на другу страну боље особа", рекао је он. „Дакле, бацићемо судопер на њу [Бенсонову].“
Такође је поменуо да постоји могућност романсе за Бенсонову: "Можда постоји, она то не тражи, али може се догодити." У интервјуу за Е! Вести, Кели Гидиш (детективка Аманда Ролинс) каже да долази промена у динамици односа између Бенсонове и Ролинсове. „Веома се радујем развоју пријатељства са Бенсонове, вези Ролинсове и Бенсонове јер имају толико тога заједничког. Однос Бенсонове и Ролинсове био је тежак, посебно између 15. и 18. сезоне, када је Бенсонова почела да напредује у чиновима од нареднице до поручнице. "Били су у свађи, лепо је доћи у ту канцеларију и знати да се нећемо свађати, већ да ћемо на неки начин подржавати једни друге као што мислим да би ова два лика била у стварном животу", наставила је Гидишова.
Епизода заснована на оптужбама о сексуалном злостављању Харвија Вајнштајна емитована 17. јануара 2018. „Ударамо Харвија Вајнштајна у лице, али то није у домену забаве“, рекао је Чернучин у изјави за Недељну забаву. „То је заиста важна епизода о култури силовања у индустрији и желели смо да покушамо [да] проширимо закон да озлочини такву врсту окружења.

## Глумачка постава
Вратила се цела главна екипа из претходне сезоне. У августу 2017. објављено је да ће Филип Винчестер поново тумачити своју улогу помоћника државног тужиоца Питера Стоуна из серије Чикашка правда и да ће се појавити око средине сезоне. Нови директор серије и извршни продуцент Мајкл Чернучин рекао је за Недељну забаву да ће Стоунов лик доћи као антагониста и да ће он ове сезоне бити замена за ПОТ Барбу (Раул Еспарза). Стоунов лик не мора нужно да преузме његов [Барбин] посао. „Постоји више ПОТ-а у Њујорку [...] Филип ће доћи инеће бити најдража особа коју су наши ликови икада упознали. Оно што ће он такође радити је у суштини да уведе све франшизе у једну. Он повезује Ред и закон, франшизе из Чикага и сада ОСЖ." Његов лик је дебитовао у тринаестој епизоди сезоне. У тринаестој епизоди, Раул Еспарза је напустио главну поставу након шест сезона у серији. Недељној забави је рекао да је његова одлука да оде, додајући „Одрадио сам шест сезона, осећао сам се као да је време да одем. Истражио сам много тога о чему сам мислио да се Барба бави. Само сам осетио да је време да кренем даље ." Филип Винчестер је заузео његово место као стални ПОТ серије после гостовања у Еспарзиној последњој епизоди пре него што се придружио главној постави у четрнаестој епизоди.

## Улоге

### Главне
- Мариска Харгитеј као Оливија Бенсон
- Кели Гидиш као Аманда Ролинс
- Ајс Ти као Фин Тутуола
- Питер Сканавино као Доминик Кариси мл.
- Раул Еспарза као ПОТ Рафаел Барба (Епизоде 1-13)
- Филип Винчестер као ПОТ Питер Стоун (Епизоде 14-24)

### Епизодне
- Стефани Марч као ПОТ Александра Кабот (Епизода 19)
- Тамара Тјуни као др. Мелинда Ворнер (Епизода 10)
- Филип Винчестер као ПОТ Питер Стоун (Епизода 13)

## Епизоде
| Бр. у серији | Бр. у сезони | Наслов                    | Редитељ            | Сценариста                           | Премијерно емитовање | Прод. код | Гледаоци у САД-у (милиони) |
| --- | ------------ | ------------------------- | ------------------ | ------------------------------------ | -------------------- | --------- | -------------------------- |
| 411 | 1            | "На пецању"               | Алекс Чепл         | Мајкл С. Чернучин                    | 27. септембар 2017.  | 1901      | 5.67                       |
| Одељење за специјалне жртве је обавештено о одбеглом силоватељу на слободи у Хавани, на Куби. Фин прелази границу да би га ухватио што убрзо изазива политичке контроверзе када је оптужен за отмицу починиоца. Када ниједна његова жртва није желела да сведочи, Бенсонова је морала да рачуна на једну жртву која ће помоћи да се починилац пошаље у затвор. У међувремену, Бенсонова открива потресне оптужбе о себи што на крају доводи до тога да се њен бивши дечко и бивши детектив ОСЖ-а Брајан Кесиди врати у њен живот да истражи њене поступке и оптужбе против ње. |              |                           |                    |                                      |                      |           |                            |
| 412 | 2            | "Расположење"             | Мајкл Пресмен      | Алисон Интријери                     | 4. октобар 2017.     | 1902      | 5.82                       |
| Једна жена је пријавила Одељењу за специјалне жртве да је силована. У почетку јој детективи верују, али након неколико обмањујућих извештаја, детективи се убрзо налазе у сложеној положају, а Ролинсова и Кариси се боре око тога да ли је њена прича истинита и да ли случај треба да се изведе пред суд. У међувремену, Кесиди наставља истрагу о Бенсонином личном животу у вези са потресним оптужбама о њој, а Бенсонова одлучује да предузме акцију што је довело до изузетно потресног открића и губитка старог пријатељства у Бенсонином животу. |              |                           |                    |                                      |                      |           |                            |
| 413 | 3            | "Патити супротно"         | Џин де Сегонзек    | Ричард Сверен                        | 11. октобар 2017.    | 1903      | 5.79                       |
| Један човек је свирепо уштројен и остављен да умре у хотелу, али преживљава напад, Одељење за специјалне жртве убрзо открива да су на месту догађаја била три сведока који одмах постају осумњичени у случају. Међутим, случај брзо добија бизаран обрт јер три сведока тврде да су жртве нечега што је он урадио у прошлости и да су се осветили. Барба мора да одлучи да ли ће тужити жене или их бранити у сложеном случају. У међувремену, Оливија добија потресне вести од Тревора Лангана у вези са Ноином биолошком породицом и открива да је Ноина мајка Ели Портер лагала о нечему све ово време током претходне истраге. |              |                           |                    |                                      |                      |           |                            |
| 414 | 4            | "Без разлога"             | Марта Мичел        | Џули Мартин и Брајана Јелен          | 18. октобар 2017.    | 1904      | 5.58                       |
| Одељење за специјалне жртве је позвано да истражи изненадни нестанак средњошколке. Убрзо откривају да је била жртва гадног кибер малтретирања од стране својих вршњака и најбоље пдругарице. Када је коначно пронађена, она тврди да су је на забави силовала три момка из њене школе од којих је један био један од њених најбољих другова. Случај иде добро све док жртва није постала невољна да сведочи због мржње и малтретирања од стране својих вршњака па Бенсонова мора да је убеди да буде храбра. У међувремену, Шила Портер покушава да оспори Бенсонине родитељске вештине као мајке што је Бенсонову разбеснело. |              |                           |                    |                                      |                      |           |                            |
| 415 | 5            | "Сложено"                 | Триша Блок         | Селин К. Робинсон                    | 25. октобар 2017.    | 1905      | 5.81                       |
| Млада жена која је нестала десет година изненада је пронађена, а Одељење за специјалне жртве поново отвара нерешени случај њеног нестанка. Међутим, детективи постају сумњичави према њеној причи када се неколико ствари није поклопило и детективи убрзо откривају узнемирујућу тајну коју чува породица. У међувремену, Бенсонова и Шила воде спор око старатељства над Ноом, а Шила тврди да се плаши за Ноину безбедност због Бенсониних недавних навода што је разбеснело Бенсонову и довело их обе у жестоку везу пуну сукоба. |              |                           |                    |                                      |                      |           |                            |
| 416 | 6            | "Ненамерне последице"     | Џонатан Херон      | Елизабет Рајнхарт                    | 8. новембар 2017.    | 1906      | 4.97                       |
| Одељење за специјалне жртве је позванo у врхунски центар за рехабилитацију да истражи смрт тинејџерке poшто је последњи пут виђена тамо. Сумњичаva у вези са активностима које се дешавају и забрињавајућим понашањем и извештајима неких странака, Ролинсова иде на тајни задатак у центар за рехабилитацију као радница придружујући се управници у њеним дужностима у нади да ће добити доказе о кривичним делима и добити правду за породицу жртве убиства. У међувремену, Бенсонова покушава да превазиђе своје сумње у вези са Шилом пошто јој је дозволила да први пут посети Ноу и спријатељила се са њим. |              |                           |                    |                                      |                      |           |                            |
| 417 | 7            | "Нешто се десило"         | Алекс Чепл         | Мајкл С. Чернучин                    | 29. новембар 2017.   | 1907      | 7.07                       |
| Жртва силовања која не може да се сети појединости шта се десило када је била сексуално злостављана длази у Одељење за специјалне жртве избезумљена и очајна да се сети шта се тачно догодило. Бенсонова је одводи у собу за испитивање како би јој помогла да се сети појединости. Међутим, брзо постаје жестоко када је жртва силовања почела да се разбија у страху, стресу и очају. Како би помогла жртви да се сети, Бенсонова на крају одлучује да јој каже дуго чувану тајну из њене прошлости коју никоме раније није рекла у нади да ће се жртва сетити шта се догодило и ко ју је напао како би правда била задовољена. Случај убрзо добија потресан обрт, откривајући тајну коју су дуго чували и жртва и њена сестра.                                                                                 |              |                           |                    |                                      |                      |           |                            |
| 418 | 8            | "Намера (1. део)"         | Адам Бернштајн     | Роберт Брукс Кохен и Лоренс Каплов   | 6. децембар 2017.    | 1908      | 6.18                       |
| Одељење за специјалне жртве позвано је након што је популарна звезда друштвених медија силована након што је романтични састанак пошао по злу. Детективи откривају да је за своје пратиоце објавила наговештај о томе са ким се забављала, али је углед жртве убрзо доведен у питање пошто је откривена текстуална претња која је накнадно послата њеном осумњиченом силоватељу што би могло да уништи случај. У међувремену, Ролинсова и Кариси се свађају у кафани, а Бенсонова поставља чврста правила са Шилом о томе шта може, а шта не сме да каже Нои о његовој прошлости и породичном пореклу. Оливијина најгора ноћна мора се остварила када је добила ужасне вести о Нои. |              |                           |                    |                                      |                      |           |                            |
| 419 | 9            | "Оде дете, оде (2. део)"  | Џин де Сегонзек    | Лоренс Каплов и Елизабет Рајнхарт    | 3. јануар 2018.      | 1909      | 6.23                       |
| Одељење за специјалне жртве заједно са замеником начелника Вилијамом Додсом започиње махниту потрагу за Ноом пошто је отет док је куповао одећу са Шилом у тржном центру. Бенсонова, избезумљен, почиње да паничи, изазивајући осећања међу члановима екипе. Очајнички желећи да јој син буде сигуран и да јој се врати, Бенсонова одлучује да преузме ствари у своје руке и покушава да пронађе Ноиног отмичара упркос Додсовим наређењима. Међутим, ствари на крају постају изузетно опасне и Бенсонин живот је убрзо доведен у озбиљну опасност јер ствари добијају потресан преокрет. |              |                           |                    |                                      |                      |           |                            |
| 420 | 10           | "Патолошки"               | Џоно Оливер        | Брајана Јелен                        | 10. јануар 2018.     | 1910      | 6.06                       |
| Одељење за специјалне жртве позвано је да истражи случај сексуалног напада у који је укључено двоје деце са инвалидитетом која похађају школу за посебне потребе. Ролинсова открива потресну истину када је један од прегледа ученика показао да здравствени инвалидитет детета потиче из изненађујућег извора и да се случај убрзо претворио у злостављање деце од стране њихове мајке. Случај убрзо постаје лошији јер се злостављање претворило у убиство. У међувремену, Бенсонова покушава да помогне Нои да се избори са ноћним морама након претходних трауматичних догађаја у вези са њим, њом и Шилом Портер. |              |                           |                    |                                      |                      |           |                            |
| 421 | 11           | "Опасност од бекства"     | Мајкл Пресмен      | Џули Мартин и Алисон Интријери       | 17. јануар 2018.     | 1911      | 6.21                       |
| Када се муслиманка пилоткиња закључала у кокпиту и покушала да врати ваздухоплов у ваздушну луку "ЏФК" (скоро узрокујући несрећу), она је ухапшена под сумњом за тероризам. Међутим, пошто тврди да ју је капетан ваздухоплова сексуално злостављао и да је скренула ваздухоплов како би избегла додир са њим, позвано је Одељење за специјалне жртве да истражи. Барба на крају сазива велику пороту да утврди саучесништво осумњиченог силоватеља у злочину. У међувремену, Тутуола предузима неколико корака како би осигурао да је Бенсонова безбедна на послу након претходног догађаја са Шилом Портер. |              |                           |                    |                                      |                      |           |                            |
| 422 | 12           | "Обавештајни ратови"      | Мајкл Словис       | Ричард Сверен и Роберт Брукс Кохен   | 31. јануар 2018.     | 1912      | 5.48                       |
| Одељење за специјалне жртве позвано је на свирепо место злочина пошто је исход насилног протеста у граду био жестоки сексуални напада контроверзне десничарске стручњакиње. Међутим, како је много људи било у маси током протеста, екипа има тешкоћа да ухвати нападаче жртве. Када је случај дошао на суд, Барба и Бенсонова се боре на супротним странама пошто се боре да задрже своја политичка мишљења о случају у тишини што доводи до сукоба екипе у случају и подиже напетост између детектива и Барбе. |              |                           |                    |                                      |                      |           |                            |
| 423 | 13           | "Неоткривена држава"      | Алекс Чепл         | Мајкл С. Чернучин                    | 7. фебруар 2018.     | 1913      | 6.64                       |
| Одељење за специјалне жртве позвано је да истражује пошто је отац отео своје новорођенче које је погођено синдромом исцрпљивања митохондријске ДНК. Када је отац пронађен, он говори да жели да му син буде жив док његова супруга жели да се избави из беде због чега детективи ОСЖ-а стају на страну у породичном случају права на смрт. Барбино мешање у случај доводи до тога да је цело тужилаштво у опасности што је довело до укључивања тужиоца Џека Мекоја и слањем Барбе на суђење за убиство. Међутим, Барба је проглашен невиним. Истраумиран случајем, Барба напушта посао ПОТ-а, а замењује га бивши ПДТ из Чикага Питер Стоун коме је недавно умро отац Бенџамин, бивши ИПОТ који је раније био додељен Одељењу за убиства СУП-а.                                                                  |              |                           |                    |                                      |                      |           |                            |
| 424 | 14           | "Потера за утварама"      | Фред Бернер        | Ричард Сверен и Алисон Интријери     | 28. фебруар 2018.    | 1914      | 5.55                       |
| Одељење за специјалне жртве води на суђење лекара који је оптужен за злостављање дечака. Брајан Касиди сведочи, али када је лекарев заступник посумњао да је Кесиди родиста, Кесиди је пукао што је довело до поништења суђења. Међутим, када се Кесиди појавио у Бенсонином стану сав крваву, а др. Вест буде пронађен мртав, Бенсонова мора да одлучи да ли је Кесиди крив за убиство или невин како тврди што је усложило Ролинсин и њен однос. Стоунова и Бенсонина веза почиње тешко док одлучна детективка за убиства истражује Кесидија за убиство. |              |                           |                    |                                      |                      |           |                            |
| 425 | 15           | "У улози родитеља"        | Ноберто Барба      | Мајкл С. Чернучин и Џули Мартин      | 7. март 2018.        | 1915      | 5.51                       |
| Карисијева сестра долази у посету говорећи да јој је ћерка силована. Одељење за специјалне жртве истражује случај, али Карисијева естричина тврди да је лагала о силовању и оптужбе су одбачене. Међутим, када је Карисијева сестричина рекла да је заиста била силована након посете осумњиченом, ОСЖ мора да испита да ли говори истину с обзиром на своју нарушену поузданост. У међувремену, током истраге, ПОТ Стоун на тежи начин сазнаје да не постоје савршени сведоци када су у питању сексуални злочини, док се екипа загрева за њега након одласка Барбе. |              |                           |                    |                                      |                      |           |                            |
| 426 | 16           | "Изазов"                  | Кристофер Мисијано | Ричард Сверен и Селин К. Робинсон    | 14. март 2018.       | 1916      | 6.13                       |
| Одељење за специјалне жртве позвано је у рекреативни центар када је тринаестогодишња девојчица нестала на школској екскурзији. Детективи су убрзо сазнали да су је њена два друга оставила са странцем што га чини главним осумњиченим. На крају, девојчица је пронађена без свести у рекреативном центру само у доњем вешу. Пошто је девојчица умрла у болници од задобијених повреда, случај добија потресан преокрет када се открило да је органе преминуле девојчице узео хирург без пристанка родитеља. Стоун изводи крајње контроверзан и сложен случај на суд у нади да ће добити правду за преминулу девојку и њену ожалошћену породицу. |              |                           |                    |                                      |                      |           |                            |
| 427 | 17           | "Уведите шаљивџије"       | Алекс Чепл         | Џули Мартин и Брајана Јелен          | 21. март 2018.       | 1917      | 6.51                       |
| Одељење за специјалне жртве је позвано је да истражи нестанак чуда од детета током пролећног путовања. Главни осумњичени је месар који је виђен како излази из клуба у кловновској маски са девојком и последњи пут је познато да је била у његовом стану. Међутим, случај постаје изузетно тешко затворити. Када су детективи покушали да пронађу њено тело на депонији, откривају да је депонија испражњена. Стоун покушава да издејствује правду за девојку и затвори месара јер су изгледи да девојка буде жива постали изузетно мали. Међутим, пред крај случај добија потресан преокрет и детективи откривају да је прави кривац неко на кога најмање сумњају. Стоун открива Бенсоновој да се преселио у Њујорк како би се бринуо о својој сестри која је психијатријска болесница у дому на северу државе. |              |                           |                    |                                      |                      |           |                            |
| 428 | 18           | "Служба"                  | Фред Бернер        | Лоренс Каплов и Селин К. Робинсон    | 11. април 2018.      | 1918      | 5.43                       |
| Када је девојка из пословне пратње пронађена сексуално нападнута и свирепо претучена, Одељење за специјалне жртве је позвано да спроведе истрагу. Убрзо откривају да је била у љигавом хотелу са три војника. Међутим, случај се усложио када је један војник одбио да разговара, а други признао злочин, иако је јасно да лаже. На крају, када је пронађен прави силоватељ и дошао ДНК, случај добија изузетно потресн обрт и огромну жртву приноси један од војника који је дуго скривао тајну од света. У међувремену, Ролинсин непрофесионалан рад на случају доводи до тога да она открије тајну из свог недавног романтичног живота пошто је случај схватила превише лично. |              |                           |                    |                                      |                      |           |                            |
| 429 | 19           | "Цена заблуде"            | Мајкл Пресмен      | Мајкл С. Чернучин и Алисон Интријери | 18. април 2018.      | 1919      | 6.58                       |
| Одељење за специјалне жртве истражује нестанак мајке и њене четворогодишње ћерке. Даљом истрагом откривају да је женин муж био насилан мушкарац који је злостављао своју породицу. Међутим, убрзо се сазнаје да је мајку и ћерку убио њен муж па је ухапшен. Случај добија огроман преокрет када је Бенсонова открила да су мајка и ћерка живе и здраве, али да се крију захваљујући бившој ПОТ Александри Кабот која је пријавила да су мајка и ћерка умрле што је Бенсонову довело у сложен положај. Трагични обрт се десио у случају па је Бенсонова приморана да доведе у питање цео састав. У међувремену, Стоунова сестра Памела је развила тардивну дискинезију и он мора да донесе тешку одлуку о њеном лечењу.                                                                                           |              |                           |                    |                                      |                      |           |                            |
| 430 | 20           | "Књига о Естер"           | Џин де Сегонзек    | Ричард Сверен и Рајан Коси           | 2. мај 2018.         | 1920      | 6.25                       |
| Ролинсова је позвана да спаси "тинејџерку" Естер. Када је њен отац дошао по њу у ОСЖ, откривено је да Естер заправо има 27 година. Одељење за специјалне жртве убрзо сазнаје да је отац опаки злостављач деце који своју децу везује у подрум и изгладњује их. Ролинсова се веома зближила са девојком и обећала јој да ће бти правде за њу и да ће је чувати од њеног насилног оца. Убрзо, међутим, случај постаје изузетно опасан јер је отац наредио Ролинсовој да изађе из куће под претњом пиштоља. На крају се сукоб завршио трагичном несрећом са Ролинсине стране, а она је истраумирана. |              |                           |                    |                                      |                      |           |                            |
| 431 | 21           | "Старатељ"                | Стефани Маркарт    | Џули Мартин и Мет Клипка             | 9. мај 2018.         | 1921      | 5.71                       |
| Одељење за специјалне жртве је позванo на место злочина кada је жена сексуално нападнута, а њен брат говори њој и детективима да је силована. Одељење убрзо сазнаје да су је свирепо групно силовала тројица младића. Детективи их хапсе, али случај добија преокрет јер мушкарци тврде да су платили секс жени и да је њен брат њен макро. Одељење убрзо схвата да је женин брат њен старатељ док је њихова мајка у затвору и постаје јасно да је њен брат насилник. Тутуола лично преузима случај и бива уплетен у њега док покушава да заштити жену од брата и тројице младића док Стоун води случај на суду. |              |                           |                    |                                      |                      |           |                            |
| 432 | 22           | "Мама"                    | Џин де Сегонзек    | Лоренс Каплов и Елизабет Рајнхарт    | 16. мај 2018.        | 1922      | 5.31                       |
| Одељење за специјалне жртве је позвано да истражи могући случај сексуалног напада јер старија жена са Алцхајмером тврди да је била сексуално злостављана. Екипа истражује њену тврдњу, али ствари убрзо постају тешке јер је њена изјава доведена у питање због њеног стања и сећања на догађаје и временске оквире. Ипак, Бенсонова копа даље у нади да ће добити правду за старију жену. У међувремену, Тутуола сазнаје да ли је постао наредник ОСЖ-а осле дугог чекања и положеног испита за наредника. |              |                           |                    |                                      |                      |           |                            |
| 433 | 23           | "Сети ме се (1. део)"     | Алекс Чепл         | Мајкл С. Чернучин и Џули Мартин      | 23. мај 2018.        | 1923      | 6.12                       |
| Одељење за специјалне жртве је позвано када је жена узела мушкарца за таоца, а догађај се преноси уживо на телефону који је оставио за собом. Док полиција трага за женом и мушкарцем за кога сада изгледа да је силоватељ жене, Бенсонова улази у стан у којем се њих двоје налазе и сама постаје таокиња. Бенсонова тада постаје сведокиња расплета догађаја. Стање са таоцима добија преокрет када је Бенсонова открила да је мушкарац који је држан заправо био опаки макро и отмичар који је малопре отео жену и држао је у заточеништву. Како је талачко стање постало све опасније, Бенсонова покушава да га заустави пре него што животи буду изгубљени. |              |                           |                    |                                      |                      |           |                            |
| 434 | 24           | "Сети се и мене (2. део)" | Алекс Чепл         | Мајкл С. Чернучин и Џули Мартин      | 23. мај 2018.        | 1924      | 6.12                       |
| Како се стање решава, Одељење за специјалне жртве истражује низ догађаја који су довели до опсаде талаца. Када су детективи почели да сумњају у сведочење жртве отмице и таоца, Одељење за специјалне жртве открива изузетно опасну злочиначку мрежу која је спремна да учини све што је потребно за правду што доводи до одељења који истражује злочиначку мрежу. Током истраге, Стоунову сестру је отела злочиначка мрежа у изузетно свирепој пуцњави у психијатријској болници у којој борави. Детективи махнито трагају за њом, а све се завршава трагично за Стоуна, његову сестру и умешане детективе. |              |                           |                    |                                      |                      |           |                            |